# مایکل سیتر
مایکل سیتر (انگلیسی: Michael Seater؛ زادهٔ ۱۵ ژانویهٔ ۱۹۸۷) بازیگر اهل کانادا است.
از فیلم‌ها یا مجموعه‌های تلویزیونی که وی در آن‌ها نقش داشته است، می‌توان به ماجراهای مرداک اشاره نمود که در ۸ قسمت این سریال تلویزیونی بازی کرده است.